# Skibidi Toilet

Skibidi Toilet.

Skibidi Toilet är en machinima-baserad webbserie skapad av georgiske Aleksej Gerasimov och publiceras på YouTube-kanalen DaFuq!?Boom!. Serien handlar om ett fantasikrig mellan människohuvud på toaletter och humanoider med huvud gjorde av olika elektroniska apparater, som kameror och högtalare. Den är skapad med dataprogrammet Source Filmmaker.
Serien lanserades i februari 2023 och blev snabbt en internetmeme bland unga, speciellt generation Alfa. Den här serien har beskrivits som en kulturell milstolpe för generationens egen internetkultur, och den har inspirerat ett brett urval av licensierade produkter. Därtill värderas en film- och tv-anpassning i samarbete med producenterna Adam Goodman och Michael Bay.

## Handling
Skibidi Toilet skildrar en konflikt mellan sjungande människohuvud på toaletter och humanoider med kamera- och högtalarhuvuden. Konflikten trappas upp med en utveckling av ständigt kraftigare vapen, och båda sidor får hjälp av ”titan-versioner” av sina respektive allierade.